# Shift 2 Unleashed
Shift 2 Unleashed lub Need for Speed: Shift 2 – gra komputerowa z serii Need for Speed, kontynuacja poprzedniej gry autorstwa Slightly Mad Studios. Gra ukazała się 29 marca 2011 roku.

## Rozgrywka
Shift 2 Unleashed jest kontynuacją Need for Speed: Shift, poprzedniej produkcji Slightly Mad Studios. Gra realistycznie odwzorowuje wyścigi. Fizyka gry została niezmieniona w stosunku do Need for Speed: Shift. Każdy z dostępnych samochodów ma charakterystyczne dla siebie właściwości. Gra jest dostosowana dla graczy zaawansowanych jak i niezaawansowanych.

## Ścieżka dźwiękowa
- 30 Seconds to Mars – "Night of the Hunter"
- Anberlin – "We Owe This To Ourselves"
- Biffy Clyro – "Mountains"
- The Bravery – "Ours"
- Escape The Fate – "Issues"
- Hollywood Undead – "Levitate"
- Jimmy Eat World – "Action Needs An Audience"
- Rise Against – "Help Is On The Way"
- Stone Temple Pilots – "Take A Load Off"
- Switchfoot – "The Sound" (John M. Perkins Blues)

Każdy utwór zawiera cztery remiksy.